# Acadêmicos da Rocinha
Grêmio Recreativo Escola de Samba Acadêmicos da Rocinha (ou simplesmente Acadêmicos da Rocinha) é uma escola de samba brasileira da cidade do Rio de Janeiro, sediada no bairro da Rocinha , na Rua Bertha Lutz.

## História
A escola de samba Acadêmicos da Rocinha é originária de três blocos carnavalescos da favela da Rocinha: o Império da Gávea, Sangue Jovem e Unidos da Rocinha. A Acadêmicos da Rocinha tem como símbolo a borboleta e as cores azul, verde e branca.
Desfilou pela primeira vez como escola de samba em 1989 pelo Grupo 4 na Estrada Intendente Magalhães em Campinho, tendo como carnavalesco Joãozinho Trinta. Naquele ano a escola se sagrou campeã e ascendeu para o grupo 3. Mais dois campeonatos consecutivos pelo grupo 3 em 1990 e pelo grupo 2 em 1991 a levou para o Grupo 1 onde permaneceu até 1996, ano em que obteve a segunda colocação, que lhe garantiu o direito de desfilar pela primeira vez no Grupo Especial.
A partir de 2002, a Acadêmicos da Rocinha se manteve no Grupo A e em 2005, com o enredo “Um mundo sem fronteiras”, a escola consagrou-se campeã do Grupo de Acesso A , garantindo o direito de desfilar em 2006 no Grupo Especial, que não frequentava há nove anos. Desenvolvendo o enredo "Felicidade não tem preço" a escola desceu de grupo com 371,7 pontos.
No carnaval 2008, estreou como carnavalesco, o auxiliar de Max Lopes na Mangueira, Fábio Ricardo. Naquele ano a Rocinha obteve o vice-campeonato, atrás apenas do Império Serrano, a campeã. Já em 2009, a escola de São Conrado homenageou o cartunista J. Carlos com o enredo Tem francesinha no salão… O Rio no meu coração, conseguindo a 3º colocação com 239 pontos, mantendo-se no Grupo de Acesso A em 2010.
Para o carnaval de 2010, a Rocinha segue com o carnavalesco Fábio Ricardo e busca mais um acesso para o grupo especial com o enredo autoral Ykamiabas, baseado no livro Ykamiabas - Filhas da Lua, Mulheres da Terra. contado a história das mulheres guerreiras que chegaram ao Amazonas há dez mil anos, terminando na 10º colocação, quase perto de descer para o antigo Grupo B.
Após o carnaval 2010, Maurício Mattos se desliga da escola e o então vice Déo Pessoa assume a escola
. trazendo Luiz Carlos Bruno como carnavalesco
, para o lugar de Fábio Ricardo. Sérgio Lobato, como coreografo e da volta de Anderson Paz, como cantor principal. além disso trocou de rainha de bateria, com a sobrinha de Max Lopes (Érika Palmer), no lugar de Fábia Borges. No o carnaval 2011, com o tema Rocinha! Estou vidrado em você, a escola apresentou na avenida a trajetória do vidro desde do solo de areia até as lentes da tecnologia. Apesar de ser apontada como uma das favoritas ao título do Grupo de Acesso A, a escola ficou apenas na 9° colocação.
No carnaval de 2012 a escola de São Conrado manteve Luiz Carlos Bruno no desenvolvimento de seu carnaval tendo como enredo uma abordagem carnavalesca sobre a história das praças, foi a segunda escola a desfilar e obteve a 8ª colocação, na frente apenas por um décimo da última colocada Paraíso do Tuiuti. Na ocasião as duas últimas seriam rebaixadas para o até então grupo B, o que não aconteceu devido a uma virada de mesa da LESGA (Liga das Escolas de Samba do Grupo de Acesso), com isso, permanece em 2013 no grupo de acesso, hoje com o nome de Série A.

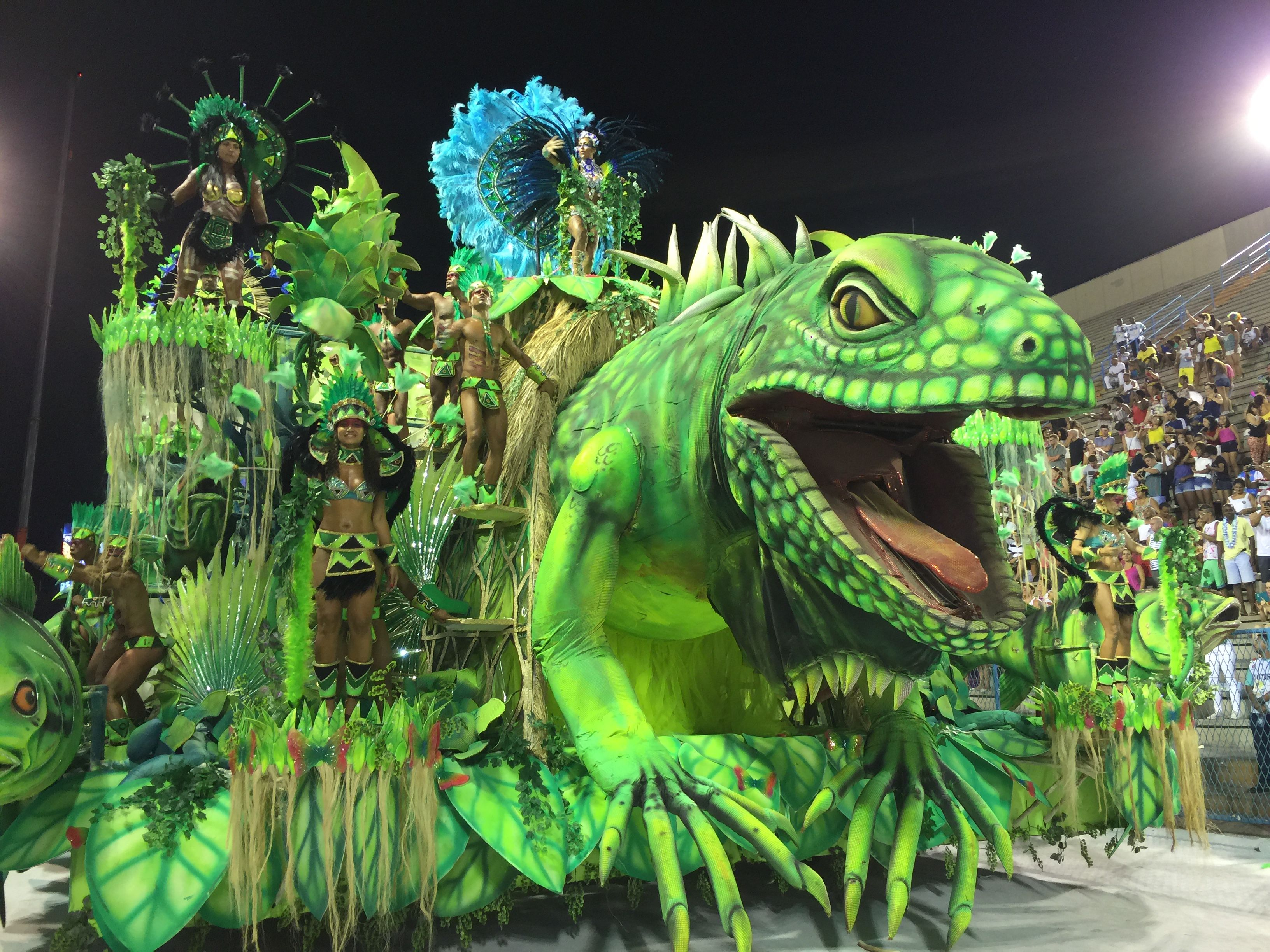
O carro abre-alas da Acadêmicos da Rocinha no desfile de 2016

A saída de Deo Pessoa (para assumir a LIERJ) fez com que seu então vice, Darlan Filho, fosse nomeado como novo presidente da escola. O novo presidente manteve a base deixada por Deo, com a exceção de Anderson Paz, que  se tornou evangélico e decidiu largar o microfone principal da escola e que foi substituído Leléu, que estava na Viradouro. Em 2014, a escola homenageou o bairro carioca Barra da Tijuca e com um pré-carnaval conturbado e com problemas financeiros acabou por fazer um desfile bem aquém das  expectativas e do que já vinha realizando, por fim acabou rebaixada para o grupo B para o carnaval 2015.
Para 2015, a escola conta com um novo carnavalesco, o ex-rei momo Alex de Oliveira, que faz dupla com Christine Moutinho. conseguindo o campeonato da Série B e a volta a Sapucaí, no ano seguinte. Em 2016, com o enredo "Nova Roma é Brasil, Brasil é Rocinha", conseguiu a permanência na Série A, terminando na 13° colocação. Para o carnaval de 2017, contratou o carnavalesco João Vitor Araújo, ex-Viradouro, para desenvolver o enredo "No Saçarico da Marquês, Tem Mais Um Freguês: Viriato Ferreira" que vai homenagear o carnavalesco que assinou desfiles marcantes como Hoje Tem Marmelada (Portela 1980) e O que é que a banana tem? da Imperatriz em 1991. A escola fez um bom desfile tanto nos quesitos plásticos, quantos nos técnicos, sendo considerada a grande surpresa do carnaval, o que se comprova na apuração, quando termina da 6º colocação, a frente de escolas como Império da Tijuca e Renascer de Jacarepaguá. Porém, o carnavalesco João Vitor Araújo não renova com escola e migra para a Unidos de Padre Miguel, a escola de São Conrado contrata o carnavalesco Marcus Ferreira, campeão no Império Serrano em 2017. O enredo será "Madeira Matriz", sobre os 110 anos da Xilogravura, fazendo uma homenagem a J. Borges, o maior xilogravista do Brasil. Com um desfile abaixo da crítica, a escola, cotada a ficar entre as cinco primeiras, termina na décima primeira colocação.
Para 2019, a escola se reforçou do intérprete Ciganerey, vindo da Mangueira para substituir Leléu (que foi para o Império Serrano); do ex-presidente da Vila Isabel (Wilson Móises), na direção de carnaval e o carnavalesco Júnior Pernambucano, que desenvolveu o enredo "Bananas para o Preconceito", num desfile semelhante ao anterior e mesma colocação. Já para 2020, a escola contratou o carnavalesco Marcus Paulo, também membro da Comissão de Carnaval da Unidos da Tijuca e apresentou como enredo uma homenagem à escrava Maria da Conceição. Terminou na 14º colocação e consequentemente foi rebaixada para o Grupo Especial da Intendente Magalhães.

## Segmentos

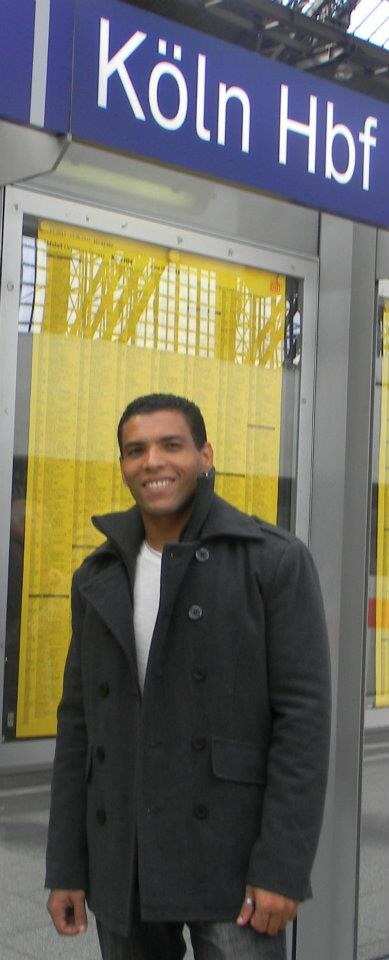
O atual carnavalesco da escola, Marcus Paulo, que e também membro da Comissão de Carnaval da Unidos da Tijuca.

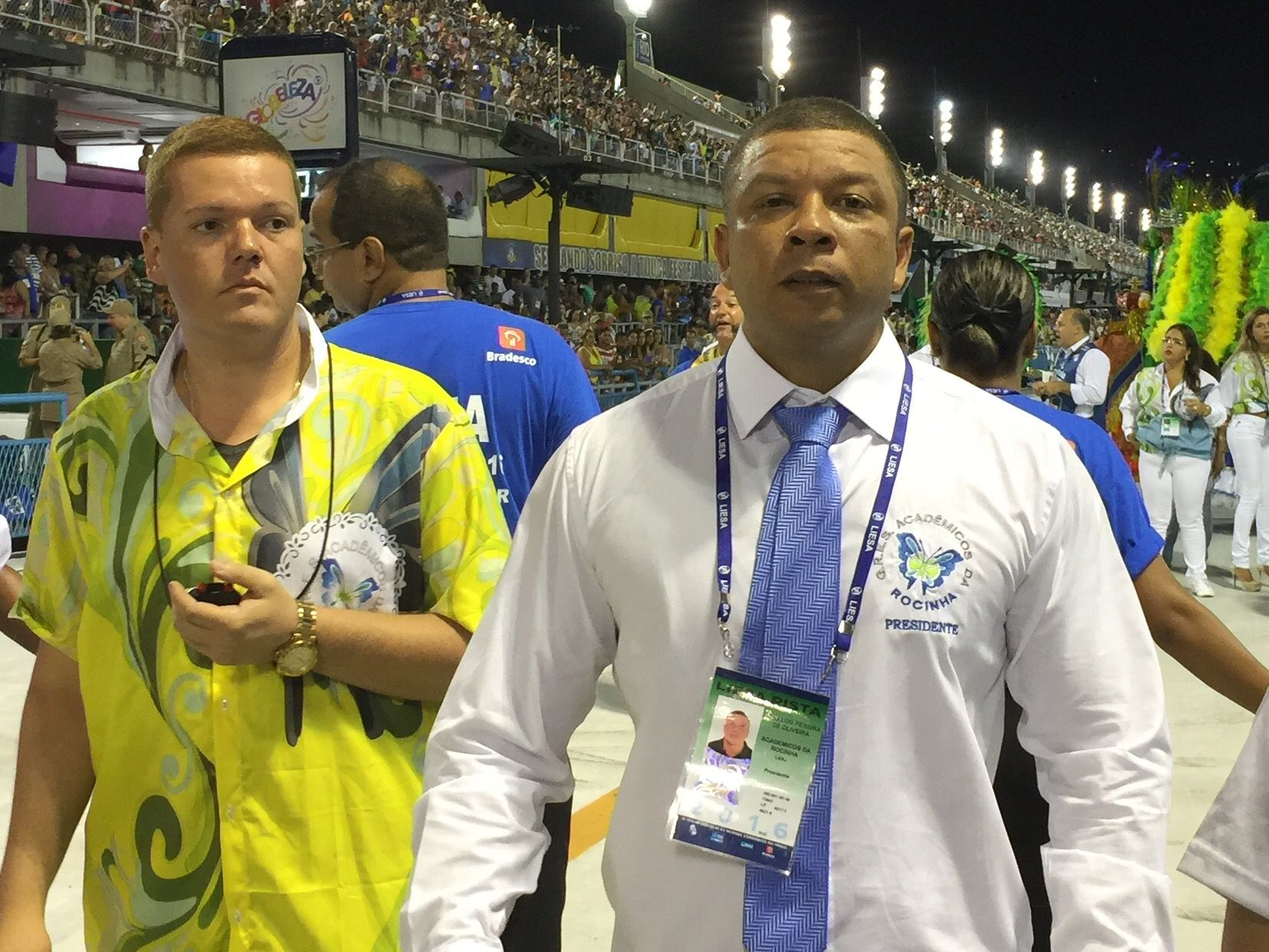
O presidente da escola, Ronaldo Oliveira, durante o desfile de 2016

### Presidentes
| Nome                | Mandato      | Ref.   |
| ------------------- | ------------ | ------ |
| Ailton Rosa         | 1989         |        |
| Luiz Carlos Batista | 1990 - 1993  |        |
| Izamilton Gois      | 1994 - 1997  |        |
| Tânia Batista       | 1998         |        |
| Ivan Martins        | 1999 - 2003  |        |
| Maurício Mattos     | 2003 - 2010  | [ 14 ] |
| Déo Pessoa          | 2010 - 2012  | [ 14 ] |
| Darlan Filho        | 2012 - 2015  | [ 15 ] |
| Ronaldo Oliveira    | 2015 - 2020  | [ 16 ] |
| Marcos Freitas      | 2020 - 2021  | [ 17 ] |
| Darlan Filho        | 2021 - 2023  |        |
| Alexandre           | 2023 - 2025  |        |
| Luiz Fernando Mello | 2025 - Atual |        |

### Intérpretes

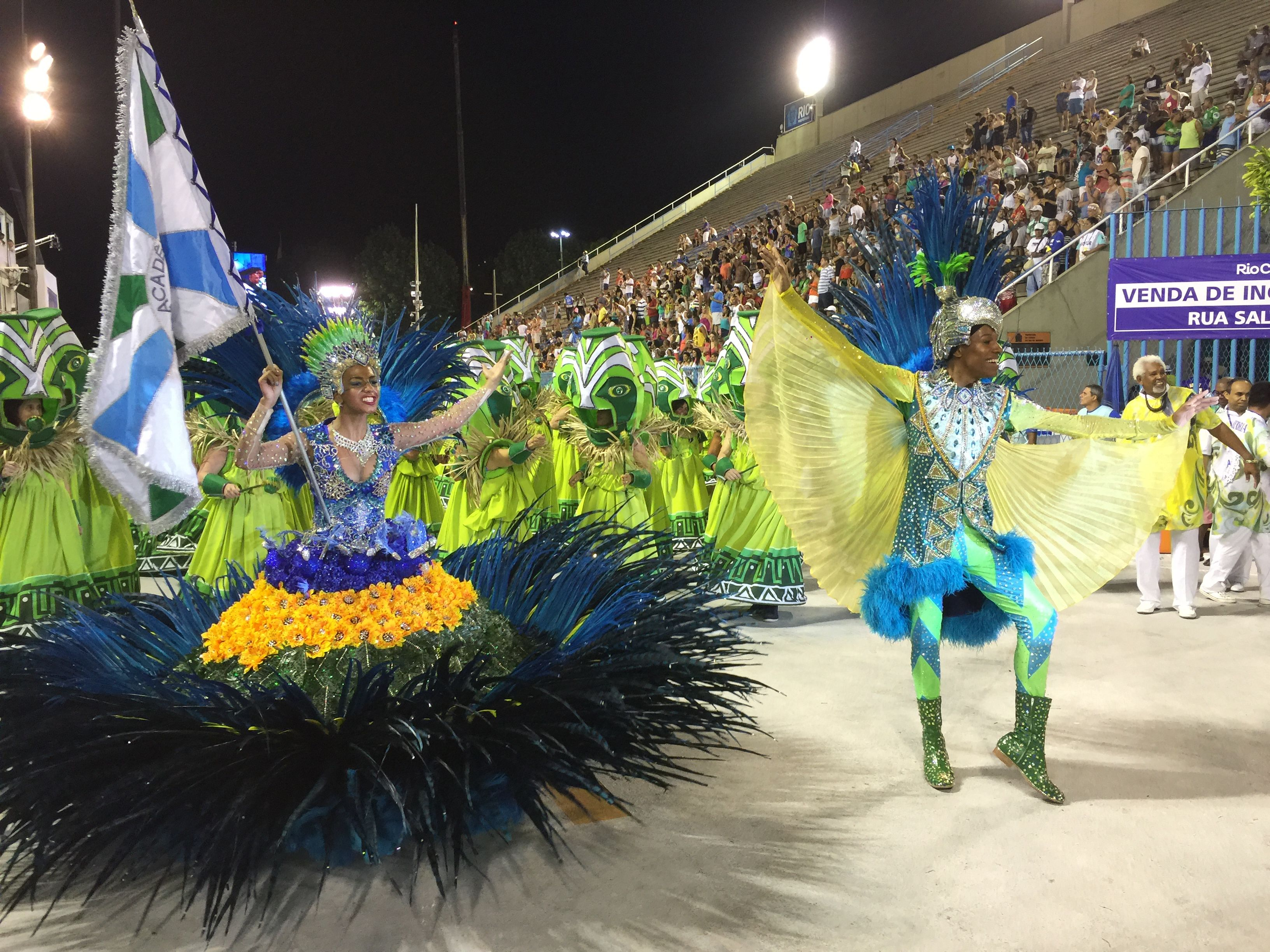
O casal de Mestre-sala e Porta-bandeira, Yuri Perroni e Thainá Teixeira, no desfile de 2016

| Carnavais   | Intérprete oficial    | Ref.          |
| ----------- | --------------------- | ------------- |
| 1989        | André Luiz da Rocinha | [ 18 ]        |
| 1990–1991   | Zezé da Rocinha       | [ 19 ] [ 20 ] |
| 1992        | Rixxah                | [ 21 ]        |
| 1993        | Zezé da Rocinha       | [ 22 ]        |
| 1994–1995   | Jorge Mirim           | [ 23 ]        |
| 1996        | Niltinho Oliveira     | [ 24 ]        |
| 1997        | Alexandre D'Mendes    | [ 25 ]        |
| 1998        | André Luiz            | [ 26 ]        |
| 1999–2002   | Zezé da Rocinha       | [ 27 ] [ 28 ] |
| 2003–2004   | Carlinhos de Pilares  | [ 29 ]        |
| 2005–2006   | Anderson Paz          | [ 30 ]        |
| 2007        | Ronaldo Yllê          | [ 31 ]        |
| 2008–2009   | Anderson Paz          | [ 30 ]        |
| 2010        | Silas Leleu           | [ 32 ]        |
| 2011 – 2012 | Anderson Paz          | [ 30 ]        |
| 2013 – 2018 | Silas Leleu           | [ 32 ]        |
| 2019 – 2020 | Ciganerey             | [ 16 ]        |
| 2021 – 2024 | Dodô Ananias          |               |
| 2025        | Lico Monteiro         |               |

### Diretores
| Período | Direção de Carnaval           | Direção de Harmonia                           | Mestre de Bateria | Ref.   |
| ------- | ----------------------------- | --------------------------------------------- | ----------------- | ------ |
| 1989    | Jonas Conceição               | Valdinês Dias                                 | Cláudio           |        |
| 1992    | Beto da Sopa                  | Jorginho do Imério                            | Cláudio           |        |
| 1993    | Beto da Sopa                  | Valdinês Dias                                 | Cláudio           |        |
| 1994    | Beto da Sopa                  | Valdinês Dias                                 | Cláudio           |        |
| 1995    | Beto da Sopa                  | Valdinês Dias                                 | Cláudio           |        |
| 1996    | Elmo Marcelo                  | Valdinês Dias                                 |                   |        |
| 1997    | Elmo Marcelo                  | Ivan Martins                                  | Jorginho          |        |
| 2000    | Jorge Mariano                 | Darlan Filho                                  | Jorginho          |        |
| 2001    | Jorge Mariano                 | Darlan Filho                                  | Jorginho          |        |
| 2002    | Jorge Mariano                 | Darlan Filho                                  | Jorginho          |        |
| 2003    | Jorge Mariano                 | Maquias Valadares                             | Batalha           |        |
| 2004    | Wagner Araújo                 |                                               | Pato Roco         |        |
| 2005    | Wagner Araújo                 | Maquias Valadares                             | Pato Roco         |        |
| 2006    | Adaías Vieira                 | Maquias Valadares                             | Pato Roco         |        |
| 2007    | Wagner Araújo e Pedro Arídio  | Valdinês Oliveira                             | Pato Roco         |        |
| 2008    | Pedro Arídio                  | Jorge Mariano                                 | Pato Roco         |        |
| 2009    | Pedro Arídio                  | Jorge Mariano                                 | Maurão            |        |
| 2010    | Pedro Arídio                  | Jorge Mariano                                 | Maurão            |        |
| 2011    | Jorge Mariano                 | Darlan Santos                                 | Maurão            |        |
| 2012    | Jorge Mariano                 | Almir Frutuoso                                | Maurão            |        |
| 2013    | Jorge Mariano                 | Júlio César Caju                              | Maurão            |        |
| 2014    | Jorge Mariano                 | Julio Cesar Cajú                              | Maurão            | [ 33 ] |
| 2015    | Jorge Mariano                 | Marcos Freitas                                | Júnior            | [ 15 ] |
| 2016    | Jorge Mariano                 | Fabiano Rogério                               | Júnior            | [ 34 ] |
| 2017    | Márcio André                  | Daniel Katar                                  | Júnior            |        |
| 2018    | Márcio André                  | Mauricio Dias                                 | Júnior            |        |
| 2019    | Wilson Móises                 | Mauricio Dias                                 | Júnior            | [ 13 ] |
| 2020    | Mauricio Dias                 | Mauricio Dias, Leonardo Falcão e Ramon Mansur | Júnior            | [ 16 ] |
| 2021    | Jorge Mariano e Darlan Santos | Rafael Martins                                | Júnior            |        |
| 20222   | Darlan Santos eJorge Mariano  |                                               | Júnior            |        |
| 2023    | Camarão Netto                 |                                               | Júnior            |        |
| 2024    | Comissão de Carnaval          | Celso Júnior                                  | Júnior            |        |
| 2025    | Celso Júnior                  | Luiz Antônio                                  | Júnior            |        |

### Coreógrafos
| Período      | Nome                       | Ref.          |
| ------------ | -------------------------- | ------------- |
| 2005         | Fábio de Mello             |               |
| 2006         | Jussara Pádua              |               |
| 2007-2008    | Luciana Yegros             | [ 35 ]        |
| 2009-2010    | Márcio Moura               |               |
| 2011-2013    | Sérgio Lobato              |               |
| 2014         | Isnard Manso               | [ 36 ]        |
| 2015-2016    | Luciana Yegros             | [ 37 ] [ 38 ] |
| 2017         | Handerson Big              |               |
| 2018         | Hélio Bejani e Beth Bejani |               |
| 2019         | Léo Calvo                  |               |
| 2020-2022    | Júnior Barbosa             | [ 39 ]        |
| 2023         | Akia de Almeida            |               |
| 2024 - Atual | Júnior Barbosa             |               |

### Mestre-sala e Porta-bandeira
| Período      | Nome                                 | Ref.          |
| ------------ | ------------------------------------ | ------------- |
| 1989         | Silvana e Nego Luiz                  |               |
| 1992-2003    | Tânia e Zé Luiz                      |               |
| 2004         | Priscila Rosa e Daniel Elegância     |               |
| 2005-2006    | Daniel Elegância e Gleice Simpatia   |               |
| 2007-20010   | Daniel Elegância e Alessandra Chagas |               |
| 2011         | Diogo Jesus e Alessandra Chagas      |               |
| 2012-2013    | Diogo Jesus e Ana Carolina Valle     |               |
| 2014         | Douglas Valle e Dandara              | [ 40 ]        |
| 2015-2016    | Yuri Perroni e Thainá Teixeira       | [ 41 ]        |
| 2017-2018    | David Sabiá e Thainá Teixeira        |               |
| 2019-2020    | Vinícius Jesus e Viviane Oliveira    | [ 42 ] [ 43 ] |
| 2022-2023    | Vinícius Jesus e Suelene Neves       |               |
| 2024 - Atual | Vinícius Jesus e Manu Brasil         |               |

### Rainhas de Bateria
| Período      | Nome              | Ref.          |
| ------------ | ----------------- | ------------- |
| 1994 - 1995  | Márcia            |               |
| 1996-1997    | Bianca Rinaldi    | [ 44 ] [ 45 ] |
| 1999-2001    | Eloane Neves      |               |
| 2002         | Ângela Bismark    |               |
| 2003         | Andiara Macedo    | [ 46 ]        |
| 2004-2006    | Adriane Galisteu  | [ 47 ] [ 48 ] |
| 2007-2010    | Fábia Borges      | [ 49 ] [ 50 ] |
| 2011         | Erika Palmer      | [ 51 ] [ 52 ] |
| 2012-2013    | Isabele Gianazza  | [ 53 ] [ 54 ] |
| 2014         | Carla Prata       | [ 55 ] [ 56 ] |
| 2015-2020    | Mônika Nascimento | [ 57 ] [ 58 ] |
| 2022 - Atual | Tati Rosa         |               |

## Carnavais
| Acadêmicos da Rocinha                                                                                                 | Acadêmicos da Rocinha                                                                                                 | Acadêmicos da Rocinha                                                                                                 | Acadêmicos da Rocinha | Acadêmicos da Rocinha                                                                                                 | Acadêmicos da Rocinha |
| Ano | Colocação | Divisão | Enredo | Carnavalesco | Ref.                  |
| --- | --- | --- | --- | --- | --------------------- |
| 1989 | Campeã | Desfile de Avaliação                                                                                                  | O esplendor dos divinos orixás (Samba-enredo composto por Mais Velho, Jorge Pipoca, André Luiz , Didi, Marcelo Baluaê e Serginho Botafogo)                                                                                                   | Joãosinho Trinta |                       |
| 1990 | Campeã | Grupo C (quarta divisão)                                                                                              | Um coração chamado Brasil (Samba-enredo composto por Valdines, Pipoca, Marquinhos e Zezé Da Rocinha) | Joãosinho Trinta |                       |
| 1991 | Campeã | Grupo B (terceira divisão)                                                                                            | Do esplendor da Roma Pagã ao despertar da Rocinha (Samba-enredo composto por Valdines, Pipoca, Marquinhos e Zezé Da Rocinha) | Joãosinho Trinta |                       |
| 1992 | 5.º Lugar | Grupo A (segunda divisão)                                                                                             | Para não dizer que não falei das flores (Samba-enredo composto por Celso, Marquinho, Moacir Alves e Marcos) | Carlinhos D'Andrade                                                                                                   |                       |
| 1993 | 6.º Lugar | Grupo A (segunda divisão)                                                                                             | Tristão e Isolda - Uma ópera no asfalto (Samba-enredo composto por Jorge Mirim, Waldir, Sola e Neguinho da Gávea) | Carlinhos D'Andrade                                                                                                   |                       |
| 1994 | 3.º Lugar | Grupo A (segunda divisão)                                                                                             | Humor pra dar e vender (Samba-enredo composto por Célio da Cor, Tiãozinho da Mocidade, Josias CD e Marcelo Zona Sul) | Luis Fernando Abreu                                                                                                   |                       |
| 1995 | 4.º Lugar | Grupo A (segunda divisão)                                                                                             | Sem medo de ser feliz (Samba-enredo composto por Marquinhos e André Luiz) | Alexandre Louzada |                       |
| 1996 | Vice-campeã (Acesso)                                                                                                  | Grupo A (segunda divisão)                                                                                             | Bahia com muito amor (Samba-enredo composto por Cavaco, Marquinhos, André Luiz, Mais Velho e Carlinhos Madureira) | Gil Ricon |                       |
| 1997 | 16.º Lugar (Rebaixada)                                                                                                | Grupo Especial (primeira divisão)                                                                                     | A viagem fantástica do Zé Carioca à Disney (Samba-enredo composto por Gilson da Ilha Porchat, Carlinhos Mustang, Wilsinho Saravá e Jorge Mirim)                                                                                              | Flávio Tavares e Miguel Falabella                                                                                     |                       |
| 1998 | 9.º Lugar (Rebaixada)                                                                                                 | Grupo A (segunda divisão)                                                                                             | Tá na ponta da língua (Samba-enredo composto por Pimentel, Virgilato, Soca e Maurício Amorim) | Albeci Pereira e Carlos Negri                                                                                         |                       |
| 1999 | Campeã | Grupo B (terceira divisão)                                                                                            | 1999, fim do século! Recordar é viver (Samba-enredo composto por Mauricio Amorim, Nando do Rainha, Antonio Carlos, Alan Jorge e Soca) | Comissão de Carnaval                                                                                                  |                       |
| 2000 | 9.º Lugar (Rebaixada)                                                                                                 | Grupo A | O sonho da França Antártica de Villegagnon (Samba-enredo composto por Beto da Sopa, Marcelo D'Aguiã, Josuel Pagão e Márcio Monteiro) | Luciano Costa |                       |
| 2001 | Campeã | Grupo B (terceira divisão)                                                                                            | E Deus criou a mulher (Samba-enredo composto por Galdinão, Serginho, Bilica, Beto Kavaketta e Maurício Amorim) | Luciano Costa |                       |
| 2002 | 3.º Lugar | Grupo A (segunda divisão)                                                                                             | Na Rocinha, 'O Povo' é sempre notícia (Samba-enredo composto por Marquinhos, Cavalcante, Tio Lua, André e Valdinês) | Luciano Costa |                       |
| 2003 | 10.º Lugar | Grupo A (segunda divisão)                                                                                             | Nas asas da realização, entre glórias e tradições, a Rocinha faz a festa dos 100 anos de campeão... Sou tricolor de coração! (Samba-enredo composto por Thiago, Branco, Fabiano, Diego e Rubinho da Locadora)                                | Luciano Costa | [ 59 ]                |
| 2004 | 3.º Lugar | Grupo A (segunda divisão)                                                                                             | O mago do novo, João do povo (Samba-enredo composto por Luizinho, Isaac, Bitinho e Carlinhos Fiscal) | Alex de Souza | [ 60 ]                |
| 2005 | Campeã | Grupo A (segunda divisão)                                                                                             | Um mundo sem fronteiras (Samba-enredo composto por Marcelo Zona Sul, Josias CD, Valdo, Jorge Tangará e Carlos Alberto) | Alex de Souza | [ 61 ]                |
| 2006 | 14.º Lugar (Rebaixada)                                                                                                | Grupo Especial (primeira divisão)                                                                                     | Felicidade não tem Preço (Samba-enredo composto por Marquinhos, Marinho e Wander Timbalada) | Alex de Souza | [ 62 ]                |
| 2007 | 8.º Lugar | Grupo A (segunda divisão)                                                                                             | O gigante mundo dos pequenos (Samba-enredo composto por Claudinho, Leleco e Mauricio Amorim) | Mauro Quintaes | [ 63 ]                |
| 2008 | Vice-campeã | Grupo A (segunda divisão)                                                                                             | Rocinha é minha vida... Nordeste é minha história! (Samba-enredo composto por Isaac, Wander Timbalada, Bitinho, Lula Antunes e Mauro Barros)                                                                                                 | Fábio Ricardo | [ 64 ]                |
| 2009 | 3.º Lugar | Grupo A (segunda divisão)                                                                                             | Tem francesinha no salão... O Rio no meu coração (Samba-enredo composto por Leandro RC, Binho, FM, Segal e Douglas Silva) | Fábio Ricardo | [ 65 ]                |
| 2010 | 10.º Lugar | Grupo A (segunda divisão)                                                                                             | Ykamiabas (Samba-enredo composto por Marcão R1, Leandro R1, Leléco, De Araújo, Marcelo PAC e Leonardo Porto) | Fábio Ricardo | [ 66 ]                |
| 2011 | 9.º Lugar | Grupo A (segunda divisão)                                                                                             | Rocinha! Estou vidrado em você (Samba-enredo composto por Edinho, Wisley da Cuíca, Diego do Carmo, Luiz Thiago, Daniel Barbosa e Vitor Coutinho)                                                                                             | Luiz Carlos Bruno | [ 67 ]                |
| 2012 | 8.º Lugar | Grupo A (segunda divisão)                                                                                             | Vou colocar teu nome na praça (Samba-enredo composto por Cadinho, Mauro Speranza, Dartagnan, Ricardo Barriga, João Gordo e Márcio Swing) | Luiz Carlos Bruno | [ 68 ]                |
| 2013 | 5.º Lugar | Série A (segunda divisão)                                                                                             | Mistura de sabores e raças: Uma feijoada á brasileira (Samba-enredo composto por Alexandre Naval, Anderson Benson, Flavinho Segal, F. Maria, J. do Táxi, Leandro RC e Mauricio Amorim)                                                       | Luiz Carlos Bruno | [ 69 ]                |
| 2014 | 16.º Lugar (Rebaixada)                                                                                                | Série A (segunda divisão)                                                                                             | Do paraíso sonhado, um sonho realizado - Sorria, a Rocinha chegou à Barra (Samba-enredo composto por Alexandre Naval, Anderson Benson, Flavinho Segal, F Maria, J do Taxi, Leandro RC, Marcelinho e Mauricio Amorim)                         | Luiz Carlos Bruno | [ 70 ]                |
| 2015 | Campeã | Série B (terceira divisão)                                                                                            | Borboleteando nos destinos da vida! O que te desafia, te transforma (Samba-enredo composto por Mario Lucio, Flavinho Segal, Beto da Igreja, J. do Taxi, Renatinho, Alessandro Falcão, Amaury Cardoso, PQD, FM, Leandro RC e Mauricio Amorim) | Alex de Oliveira e Christine Moutinho                                                                                 | [ 11 ] [ 12 ] [ 71 ]  |
| 2016 | 13.º Lugar | Série A (segunda divisão)                                                                                             | Nova Roma é Brasil, Brasil é a Rocinha! (Samba-enredo composto por Edinho, Diego do Carmo, Vitor Coutinho, Rico Bernardes, Rafael Mikaiá e Wander Timbalada)                                                                                 | Alex de Oliveira |                       |
| 2017 | 6.º Lugar | Série A (segunda divisão)                                                                                             | No saçarico da Marquês, tem mais um freguês: Viriato Ferreira (Samba-enredo composto por Flavinho Segal, Fadico, Anderson Benson, Dudu, Renato Galante e Mauricio Amorim)                                                                    | João Vitor Araújo | [ 72 ]                |
| 2018 | 11º Lugar | Série A (segunda divisão)                                                                                             | Madeira Matriz (Samba-enredo composto por Marcio André, Anderson Benson, Amaury Cardoso, Ronaldo Nunes, Flavinho Segal, Marquinhos do Armazém e JR Vidigal)                                                                                  | Marcus Ferreira | [ 73 ]                |
| 2019 | 11º Lugar | Série A (segunda divisão)                                                                                             | Bananas para o Preconceito | Júnior Pernambucano                                                                                                   | [ 74 ]                |
| 2020 | 14° Lugar (Rebaixada)                                                                                                 | Série A (segunda divisão)                                                                                             | A guerreira negra que dominou dois mundos Compositores:Cláudio Russo, Fadico e Ânderson Bençon | Marcus Paulo | [ 75 ] [ 76 ]         |
| Inicialmente adiados para o mês de julho, os desfiles do Carnaval 2021 foram cancelados devido a pandemia de Covid-19 | Inicialmente adiados para o mês de julho, os desfiles do Carnaval 2021 foram cancelados devido a pandemia de Covid-19 | Inicialmente adiados para o mês de julho, os desfiles do Carnaval 2021 foram cancelados devido a pandemia de Covid-19 | Inicialmente adiados para o mês de julho, os desfiles do Carnaval 2021 foram cancelados devido a pandemia de Covid-19 | Inicialmente adiados para o mês de julho, os desfiles do Carnaval 2021 foram cancelados devido a pandemia de Covid-19 | [ 77 ]                |
| 2022 | 2º Lugar | Série Prata (terceira divisão)                                                                                        | “Eu sou o samba, a voz do morro sou eu mesmo sim senhor”: carnaval e samba a mais bela expressão cultural de uma raça. | Marcus Paulo | [ 78 ]                |
| 2023 | 3º Lugar | Série Prata (Sexta-feira) (terceira divisão)                                                                          | "As Borboletas Encantadas da Bela Oyá" Compositores: Edinho, Rico Bernardes, Luiz Thiago, Diego do Carmo, Vitor Coutinho, Rafael Mikaiá, Daniel Barbosa e Maurício Amorim                                                                    | Marcus Paulo | [ 79 ]                |
| 2024 | 11º Lugar | Série Prata (Terça-feira) (terceira divisão)                                                                          | "Para não dizer que não falei das flores" (Reedição do enredo de 1992) Compositores: Celso, Marquinho, Moacir Alves e Marcos | Marcus Paulo | [ 80 ]                |
| 2025 | Hours-Concours | Série Prata (terceira divisão)                                                                                        | O Menor Espetáculo da Terra Compositores: Fred Lima, Leeandro Rc, Ronaldo Nunes, Jorge Alckmista, Vinicius Amaral e Daniel Katar | Allan Barbosa e Ricardo Hessez                                                                                        | [ 81 ]                |
| 2026 | Alafiou! Caminhos abertos para a vitória                                                                              | Série Prata (terceira divisão)                                                                                        | | |                       |

## Títulos
| Títulos da Acadêmicos da Rocinha | Títulos da Acadêmicos da Rocinha | Títulos da Acadêmicos da Rocinha | Títulos da Acadêmicos da Rocinha | Títulos da Acadêmicos da Rocinha |
| -------------------------------- | -------------------------------- | -------------------------------- | -------------------------------- | -------------------------------- |
| Divisão                          | Divisão                          | Títulos                          | Carnavais                        | Referências                      |
|                                  | Segunda Divisão                  | 1                                | 2005                             | [ 82 ]                           |
|                                  | Terceira Divisão                 | 4                                | 1991, 1999, 2001, 2015           | [ 83 ] [ 84 ]                    |
|                                  | Quarta Divisão                   | 1                                | 1990                             | [ 85 ]                           |
|                                  | Quinta Divisão                   | 1                                | 1989                             | [ 86 ]                           |

## Premiações
Prêmios recebidos pelo GRES Acadêmicos da Rocinha.
| Ano  | Prêmio               | Categoria / premiados | Divisão  | Ref.            |
| ---- | -------------------- | --- | -------- | --------------- |
| 1997 | Estandarte de Ouro   | Passista masculino (Zé Luís da Silva)                                                                                             | Especial | [ 87 ]          |
| 2001 | S@mba-Net            | Melhor desfile | Grupo B  | [ 88 ]          |
| 2001 | S@mba-Net            | Enredo ("E Deus criou a mulher...")                                                                                               | Grupo B  | [ 88 ]          |
| 2003 | S@mba-Net            | Velha guarda | Grupo A  | [ 89 ]          |
| 2004 | S@mba-Net            | Alegoria (Carro do carrossel) | Grupo A  | [ 90 ]          |
| 2004 | S@mba-Net            | Conjunto alegórico | Grupo A  | [ 90 ]          |
| 2004 | Troféu Jorge Lafond  | Comissão de frente (Coreógrafa: Renata Monnier)                                                                                   | Grupo A  | [ 91 ]          |
| 2004 | Troféu Jorge Lafond  | Alegoria | Grupo A  | [ 91 ]          |
| 2004 | Troféu Jorge Lafond  | Conjunto alegórico | Grupo A  | [ 91 ]          |
| 2004 | Troféu Jorge Lafond  | Conjunto de fantasias | Grupo A  | [ 91 ]          |
| 2005 | S@mba-Net            | Melhor desfile | Grupo A  | [ 92 ]          |
| 2005 | S@mba-Net            | Alegoria (3.ª alegoria - "Shangrilá)                                                                                              | Grupo A  | [ 92 ]          |
| 2005 | S@mba-Net            | Conjunto alegórico | Grupo A  | [ 92 ]          |
| 2005 | S@mba-Net            | Conjunto de fantasias | Grupo A  | [ 92 ]          |
| 2005 | Troféu Jorge Lafond  | Melhor escola | Grupo A  | [ 93 ]          |
| 2005 | Troféu Jorge Lafond  | Alegoria | Grupo A  | [ 93 ]          |
| 2005 | Troféu Jorge Lafond  | Ala mirim | Grupo A  | [ 93 ]          |
| 2005 | Plumas & Paetês      | Revelação (Carnavalesco Alex de Souza)                                                                                            | Grupo A  | [ 94 ]          |
| 2007 | S@mba-Net            | Alegoria (4.ª alegoria - "Dalai Lama")                                                                                            | Grupo A  | [ 95 ]          |
| 2007 | S@mba-Net            | Conjunto alegórico | Grupo A  | [ 95 ]          |
| 2007 | S@mba-Net            | Conjunto de fantasias | Grupo A  | [ 95 ]          |
| 2007 | Troféu Jorge Lafond  | Ala mirim | Grupo A  | [ 96 ]          |
| 2008 | S@mba-Net            | Alegoria (5.ª alegoria - "Nação nordestina")                                                                                      | Grupo A  | [ 97 ]          |
| 2008 | S@mba-Net            | Conjunto alegórico | Grupo A  | [ 97 ]          |
| 2008 | S@mba-Net            | Conjunto de fantasias | Grupo A  | [ 97 ]          |
| 2008 | Troféu Jorge Lafond  | Casal de Mestre-sala e Porta-bandeira (Alessandra Chagas e Daniel Elegância)                                                      | Grupo A  | [ 98 ]          |
| 2008 | Troféu Jorge Lafond  | Destaque | Grupo A  | [ 98 ]          |
| 2008 | Troféu Parangolé     | Carnavalesco Fábio Ricardo (Pelo uso de elemento POP nas fantasias; palheta de cor e esculturas infláveis do carro do candelabro) | Grupo A  | [ 99 ]          |
| 2008 | Estrela do Carnaval  | Revelação (Carnavalesco Fábio Ricardo)                                                                                            | Grupo A  | [ 100 ]         |
| 2008 | Plumas & Paetês      | Revelação (Carnavalesco Fábio Ricardo)                                                                                            | Grupo A  | [ 101 ]         |
| 2008 | Plumas & Paetês      | Coreógrafa (Luciana Yegros) | Grupo A  | [ 101 ]         |
| 2009 | Troféu Jorge Lafond  | Intérprete (Anderson Paz) | Grupo A  | [ 102 ]         |
| 2009 | S@mba-Net            | Ala ("Le Parfum") | Grupo A  | [ 103 ]         |
| 2009 | S@mba-Net            | Alegoria (Carro abre-alas - "A Belle Époque Tropical")                                                                            | Grupo A  | [ 103 ]         |
| 2009 | S@mba-Net            | Conjunto de fantasias | Grupo A  | [ 103 ]         |
| 2009 | S@mba-Net            | Destaque de luxo (Nilcemar Pires - Carro abre-alas)                                                                               | Grupo A  | [ 103 ]         |
| 2009 | Plumas & Paetês      | Carnavalesco (Fábio Ricardo) | Grupo A  | [ 104 ]         |
| 2009 | Plumas & Paetês      | Destaque masculino (Nilcemar Pires)                                                                                               | Grupo A  | [ 104 ]         |
| 2009 | Plumas & Paetês      | Revelação (Daniel Rocha) | Grupo A  | [ 104 ]         |
| 2009 | Plumas & Paetês      | Coreógrafos (Marcio Moura e Celeste Lima)                                                                                         | Grupo A  | [ 104 ]         |
| 2009 | Plumas & Paetês      | Carpinteiro (Edson de Lima Miguel)                                                                                                | Grupo A  | [ 104 ]         |
| 2009 | Plumas & Paetês      | Costureiro (Augusto Cezar e equipe do ateliê)                                                                                     | Grupo A  | [ 104 ]         |
| 2009 | Plumas & Paetês      | Iluminador (Ricardo Lopes) | Grupo A  | [ 104 ]         |
| 2010 | S@mba-Net            | Conjunto alegórico | Grupo A  | [ 105 ]         |
| 2010 | S@mba-Net            | Destaque de luxo (Nilcemar Pires - Carro abre-alas)                                                                               | Grupo A  | [ 105 ]         |
| 2010 | Gato de Prata        | Intérprete (Leléu) | Grupo A  | [ 106 ]         |
| 2010 | Troféu Jorge Lafond  | Carnavalesco (Fábio Ricardo) | Grupo A  | [ 107 ]         |
| 2010 | Plumas & Paetês      | Carnavalesco (Fábio Ricardo) | Grupo A  | [ 108 ]         |
| 2010 | Plumas & Paetês      | Aderecista (Thiago Martins) | Grupo A  | [ 108 ]         |
| 2010 | Plumas & Paetês      | Costureiro (João Vitor) | Grupo A  | [ 108 ]         |
| 2010 | Plumas & Paetês      | Iluminador (Ricardo Lopes) | Grupo A  | [ 108 ]         |
| 2010 | Plumas & Paetês      | Destaque masculino (Nilcemar Pires)                                                                                               | Grupo A  | [ 108 ]         |
| 2011 | S@mba-Net            | Enredo ("Rocinha! Estou vidrado em você")                                                                                         | Grupo A  | [ 109 ]         |
| 2011 | S@mba-Net            | Intérprete (Anderson Paz) | Grupo A  | [ 109 ]         |
| 2011 | S@mba-Net            | Comissão de frente (Coreógrafo responsável: Sérgio Lobato)                                                                        | Grupo A  | [ 109 ]         |
| 2011 | S@mba-Net            | Ala (Para-brisa) | Grupo A  | [ 109 ]         |
| 2012 | Estrela do Carnaval  | Intérprete (Anderson Paz) | Grupo A  | [ 100 ]         |
| 2012 | Estrela do Carnaval  | Comissão de frente (Coreógrafo responsável: Sérgio Lobato)                                                                        | Grupo A  | [ 100 ]         |
| 2012 | S@mba-Net            | Enredo ("Vou colocar teu nome na praça")                                                                                          | Grupo A  | [ 110 ]         |
| 2012 | S@mba-Net            | Intérprete (Anderson Paz) | Grupo A  | [ 110 ]         |
| 2012 | S@mba-Net            | Comissão de frente (Coreógrafo responsável: Sérgio Lobato)                                                                        | Grupo A  | [ 110 ]         |
| 2012 | Troféu Jorge Lafond  | Bateria (Diretor responsável: Mestre Maurão)                                                                                      | Grupo A  | [ 111 ]         |
| 2012 | Troféu Jorge Lafond  | Comissão de frente (Coreógrafo responsável: Sérgio Lobato)                                                                        | Grupo A  | [ 111 ]         |
| 2012 | Troféu Jorge Lafond  | Rainha de bateria (Isabella Gianazza)                                                                                             | Grupo A  | [ 111 ]         |
| 2013 | Troféu Jorge Lafond  | Enredo ("Mistura de sabores e raças: Uma feijoada á brasileira")                                                                  | Série A  | [ 112 ]         |
| 2013 | Troféu Jorge Lafond  | Carnavalesco (Luiz Carlos Bruno)                                                                                                  | Série A  | [ 112 ]         |
| 2013 | S@mba-Net            | Enredo ("Mistura de sabores e raças: Uma feijoada á brasileira")                                                                  | Série A  | [ 113 ] [ 114 ] |
| 2013 | S@mba-Net            | Bateria (Diretor responsável: Mestre Maurão)                                                                                      | Série A  | [ 113 ] [ 114 ] |
| 2013 | S@mba-Net            | Conjunto de fantasias | Série A  | [ 113 ] [ 114 ] |
| 2013 | SRZD-Carnaval        | Bateria (Diretor responsável: Mestre Maurão)                                                                                      | Série A  | [ 115 ]         |
| 2013 | Estrela do Carnaval  | Comissão de frente (Coreógrafo responsável: Sérgio Lobato)                                                                        | Série A  | [ 100 ] [ 116 ] |
| 2013 | Troféu Apoteose      | Comissão de frente (Coreógrafo responsável: Sérgio Lobato)                                                                        | Série A  | [ 117 ]         |
| 2013 | Gato de Prata        | Revelação (Leléu) | Série A  | [ 118 ]         |
| 2013 | Plumas & Paetês      | Ferreiro (João Manoel da Silva)                                                                                                   | Série A  | [ 119 ]         |
| 2014 | Troféu Apoteose      | Bateria (Diretor responsável: Mestre Maurão)                                                                                      | Série A  | [ 120 ]         |
| 2015 | Gato de Prata        | Melhor escola | Série B  | [ 121 ]         |
| 2015 | Estrela do Carnaval  | Prêmio especial | Série B  | [ 122 ]         |
| 2015 | Troféu Jorge Lafond  | Campeã da Série B | Série B  | [ 123 ]         |
| 2015 | Plumas & Paetês      | Carnavalesco (Alex de Oliveira)                                                                                                   | Série B  | [ 124 ]         |
| 2016 | Troféu Jorge Lafond  | Revelação (Mestre Junior) | Série A  | [ 125 ]         |
| 2017 | Passista Samba no Pé | Destaque do Segmento (Pedro Telles)                                                                                               | Série A  | [ 126 ]         |